# Корпусна група «А»
Корпусна́ гру́па «А» (нім. Korps-Abteilung A) — оперативно-тактичне об'єднання Вермахту, корпусна група в роки Другої світової війни.

## Історія
Корпусна група «А» була сформована 2 листопада 1943 шляхом об'єднання розгромлених на Східному фронті 161-ї, 293-ї та 355-ї піхотних дивізій Вермахту в групі армій «Південь». Спочатку була відома як 161-ша бойова група.

## Райони бойових дій
- СРСР (південний напрямок) (листопад 1943 — липень 1944).

## Командування

### Командири
- генерал-майор, з 20 липня 1944 генерал-лейтенант Пауль Дрекманн (нім. Paul Drekmann) (2 листопада 1943 — 27 липня 1944).

## Нагороджені корпусної групи
Нагороджені корпусної групи
|  | Кавалери Золотого Німецького Хреста                                                                      | 20 |
|  | Кавалери Лицарського хреста Залізного хреста                                                             | 1  |
|  | Кавалери Почесної Відзнаки Сухопутних військ «Почесна пряжка на орденську стрічку для Сухопутних військ» | 5  |

- Нагороджені Сертифікатом Пошани Головнокомандувача Сухопутних військ (1)

## Бойовий склад корпусної групи «А»
Формування управління, забезпечення та підтримки
- 241-й протитанковий батальйон (Panzerjäger-Abteilung 241);
- 161-й дивізійний фузілерний батальйон (Divisions-Füsilier-Bataillon 161);
- 241-ше управління постачання (Nachschubtruppen 241);
- 241-й батальйон зв'язку (Nachrichten-Abteilung 241);
- 241-й навчальний батальйон (Feldersatz-Bataillon 241);
- 241-й саперний батальйон (Pionier-Bataillon 241);

- 161-ша дивізійна група (Divisionsgruppe 161);
- 293-тя дивізійна група (Divisionsgruppe 293);
- 355-та дивізійна група (Divisionsgruppe 355);
- 241-й артилерійський полк (Artillerie-Regiment 241).